# Comalies
Comalies je treći studijski album talijanske gothic metal grupe Lacuna Coil. Album je 29. listopada 2002. godine objavila diskografska kuća Century Media Records. Prema riječima pjevačice Cristine Scabbie, naziv je nastao od dvije engleske riječi "coma" (koma) i "lies" (laži). Comalies se našao na brojnim svjetskim top ljestvicama te je 2004. godine postao najprodavaniji CD u povijesti kuće Century Media.

## Popis pjesama
| 1.    | »Swamped«                        | 4:00 |
| 2.    | »Heaven's a Lie«                 | 4:46 |
| 3.    | »Daylight Dancer«                | 3:50 |
| 4.    | »Humane«                         | 4:12 |
| 5.    | »Self Deception«                 | 3:31 |
| 6.    | »Aeon«                           | 1:55 |
| 7.    | »Tight Rope«                     | 4:14 |
| 8.    | »The Ghost Woman and the Hunter« | 4:10 |
| 9.    | »Unspoken«                       | 3:36 |
| 10.   | »Entwined«                       | 4:00 |
| 11.   | »The Prophet Said«               | 4:33 |
| 12.   | »Angel's Punishment«             | 3:56 |
| 13.   | »Comalies«                       | 4:59 |
| 51:42 |                                  |      |

## Recenzije
Andy Hinds, glazbeni kritičar sa stranice AllMusic, dodijelio je albumu četiri od pet zvjezdica te je izjavio: "Treći studijski album Lacune Coil neće razočarati obožavatelje svečanog goth popa grupe; vođen odličnim timskim vokalima Cristine Scabbie i (muškog pjevača) Andree Ferra, talijanski sekstet nastavlja s proizvodnjom prvoklasnog atmosferičnog rocka koji se odupire jednostavnoj kategorizaciji. Iako su ponegdje prisutni i propusti poput konzervativnijeg umjetničkog rada ("Self Deception") i otrcanih tekstova, ovdje su također i neki lijepi eksperimentalni ukrasi, kao što je upečatljivo start/stop digitalno uređivanje u skladbi  "Aeon"."

## Osoblje
| Lacuna Coil - Cristina Scabbia – vokali - Andrea Ferro – vokali - Cristiano Mozzati – bubnjevi, udaraljke - Marco Biazzi – solo gitara - Cristiano Migliore – ritam gitara - Marco Coti Zelati – bas-gitara, klavijature | Ostalo osoblje - Siggi Bemm – mastering - Waldemar Sorychta – produkcija, inženjer zvuka - Doralba Picerno – fotografija - Stefan Wibbeke – dodatni omot albuma - Thomas Ewerhard – naslovnica, omot albuma |